# Jan Gerritsz. van Bronckhorst

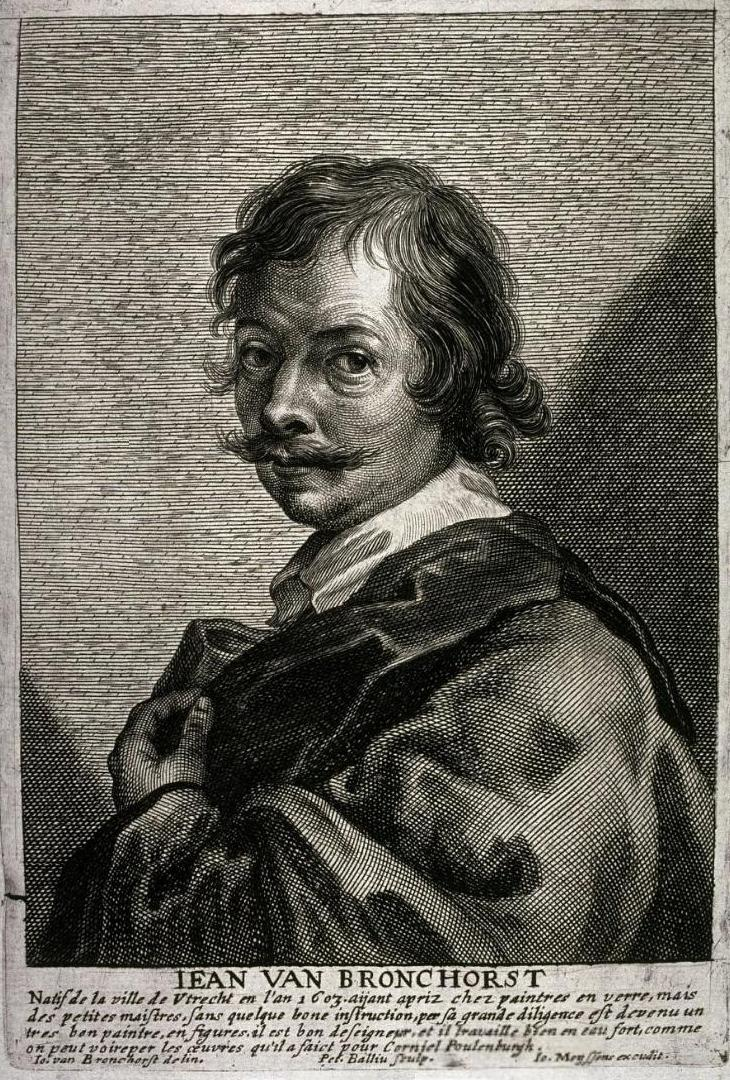
Portret van Jan van Bronchorst, gravure door Pieter de Bailliu, 1662 naar een zelfportret.
Uit: Het Gulden Cabinet

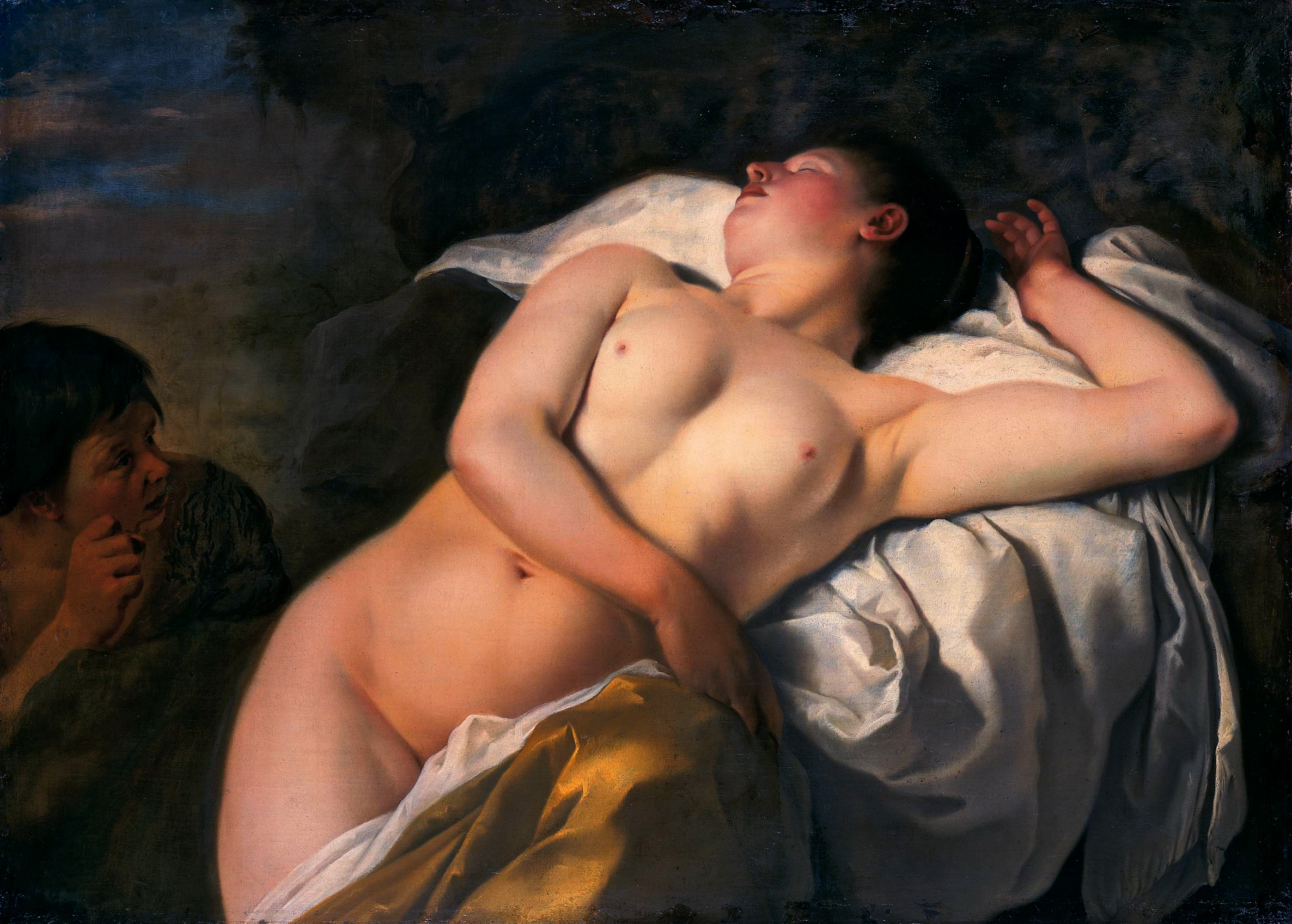
Slapende nimf, 1645-50 (toegeschreven aan Van Bronckhorst), Herzog Anton Ulrich Museum, Braunschweig

Jan Gerritsz. van Bronckhorst, Bronckhorst ook gespeld als Bronchorst en Bronkhorst (Utrecht, 1603 - Amsterdam, voor 22 december 1661) was een Nederlands kunst- en glasschilder en etser. Bronckhorst schilderde grootschalige historiestukken, schoorsteen- en zolderstukken, portretten, naakten en allegorieën, aanvankelijk enigszins beïnvloed door het caravaggisme.

## Biografie
Bronckhorst was de zoon van Gerrit Jacobsz. van Bronckhorst, een tuinier en Feijske Claesdr. van Doorn. Hij werd opgeleid als glasschilder door Jan Verburgh (1614), en vervolgens, van 1620-1622, in Atrecht en Parijs. Terug in Utrecht (1622) volgde hij lessen aan de Utrechtse tekenacademie van Gerard van Honthorst en bekwaamde zich in het graveren. In 1626 trouwde hij met Catalijntje van Noort, de dochter van een bierbrouwer. In 1628 was hij in Brussel om de ramen van de Onze-Lieve-Vrouw-ter-Zavelkerk te restaureren. Hij maakte etsen van schilderijen van Van Poelenburgh, die hem er toe zette zelf te gaan etsen. In 1637 kreeg hij van de stadhouder de opdracht het Beleg van Breda (1637) te etsen.
Hij trad in 1639 toe tot het Sint-Lucasgilde in Utrecht. In 1646 woonde hij op het Domkerkhof. Meer en meer begonnen zijn werken een classicistische inslag te vertonen, wat hem tot een veelgevraagd schilder van officiële opdrachten maakte, zoals de ramen van de Nieuwe Kerk in Amsterdam in 1647 en 1658. Rond 1650 verhuisde hij naar Amsterdam, waar hij lid werd van de schutterij. In 1652 werd hij poorter net als vele andere schilders. Hij beschilderde de luiken van het orgel van de Nieuwe Kerk en werkte mee aan de decoratie van het nieuwe stadhuis op de Dam.
In 1661 werd hij ziek en zou aan het einde van dat jaar zijn begraven in de Westerkerk.

## Varia
- Bronckhorst woonde op de Rozengracht en had twee zonen die in 1650 samen naar Italië trokken en allebei schilderden. Johannes (1627-1656) werd door zijn vader in 1655 onterfd. Gerard (ca. 1636-1673) werd in 1670 lid van de Utrechtse vroedschap. De weduwe van Bronckhorst stierf in 1677.
- Volgens Arnold Houbraken is Bronckhorst leraar geweest van Caesar van Everdingen; dat lijkt onjuist, want Van Everdingen was al veel eerder lid geworden van het Utrechtse schildersgilde; wel is er sprake van beïnvloeding.
- Bronckhorst komt voor in Het Gulden Cabinet van de Edel Vry Schilderconst (1662), een werk van de Zuid-Nederlandse rederijker Cornelis de Bie.
- Zie ook Schilderkunst in Utrecht